# Камизано
Камизано (итал. Camisano) — коммуна в Италии, располагается в регионе Ломбардия, в провинции Кремона.
Население составляет 1223 человека (2008 г.), плотность населения составляет 122 чел./км². Занимает площадь 10 км². Почтовый индекс — 26010. Телефонный код — 0373.
Покровителем коммуны почитается святой Иоанн Креститель, празднование в первое воскресение сентября.

## Демография
Динамика населения:

## Администрация коммуны
- Официальный сайт: http://www.comune.camisano.cr.it/ Архивная копия от 28 августа 2008 на Wayback Machine